# Отдача

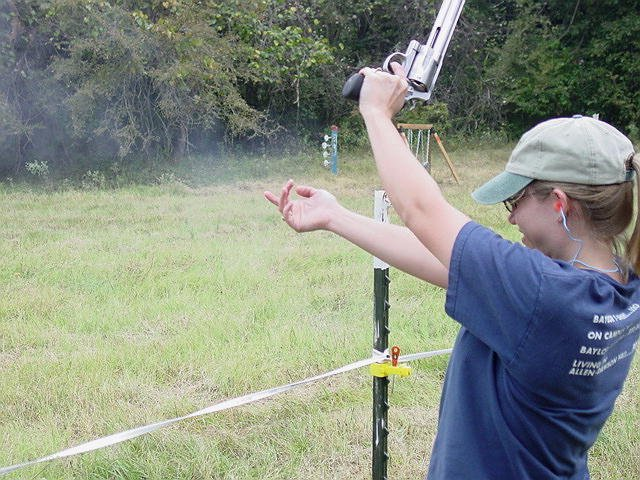
Мощная отдача в ручном стрелковом оружии приводит к его подбрасыванию выше линии прицеливания

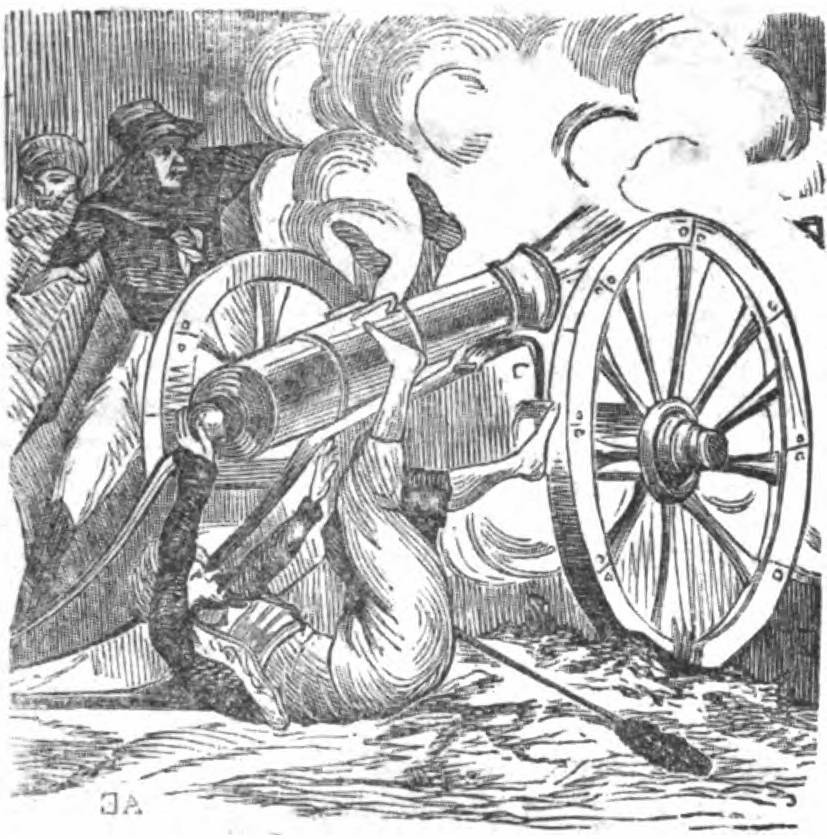
Энергия отдачи приводит к движению оружия в сторону противоположную направлению выстрела, гасится откатом лафета, при неосторожном обращении может привести к травмам среди расчёта

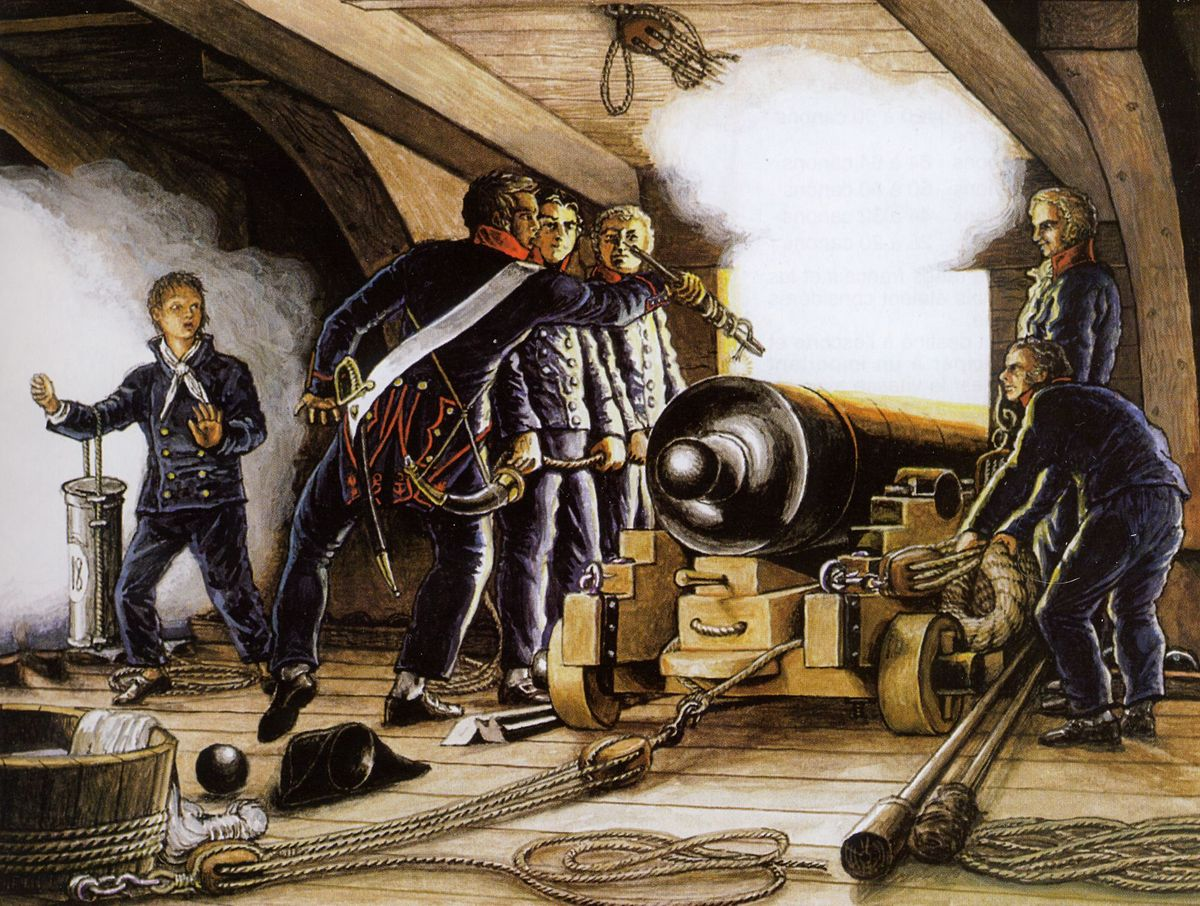
Помимо системы ограничительного такелажа в состав корабельного орудийного расчёта был введён специальный удерживающий, предотвращавший чрезмерный откат орудия назад

Отдача или отдача оружия — движение орудия в сторону, обратную выстрелу.
Чем больше начальная скорость, масса снаряда и заряда и меньше масса орудия, тем энергия отдачи больше. Кроме энергии, отдача также характеризуется импульсом, который не зависит от массы оружия. Энергия отдачи равна квадрату импульса, делённому на две массы оружия.
Кроме энергии и импульса, отдача также характеризуется мощностью и силой, то есть энергией и импульсом, делённым на время их передачи от оружия стрелку или лафету. Различные мягкие амортизаторы на прикладе, гидравлические системы отката, ртутные гасители отдачи и т. д., а также система автоматики в самозарядном и автоматическом оружии уменьшают именно мощность и силу отдачи за счёт увеличения времени. Энергию и импульс отдачи они изменить не могут.
Импульс - произведение массы и скорости, в баллистике - разделе физики, изучающей траектории движения тела относительно Земли, как раз сказано, что при выстреле из орудия происходит высвобождение кинетической энергии, присутствующей в канале ствола, откуда пуля выходит в открытое пространство с горючими газами. Сопло - оконечность ствола, куда в атмосферу устремляется газ.

## Огнестрельное оружие
История борьбы с отдачей ведет своё начало с артиллерийских систем, где отдача называется откат. Из-за большого объема порохового заряда при выстреле орудие испытывало существенную отдачу.
Для уменьшения отдачи (всех её параметров) часто используются дульные тормоза различной конструкции, которые поглощают импульс пороховых газов, вырывающихся из ствола вслед за пулей, либо направляют его в стороны или назад.
Согласно монографии «Энциклопедия стрелкового оружия» А. Б. Жука, отдача также может быть использована в системе автоматики. Во время выстрела отдача от патрона движет тяжёлый затвор назад, удерживаемый пружиной. После того, как затвор отходит на достаточное расстояние назад, пружина магазина выталкивает за пределы оружия гильзу и подаёт в ствол новый патрон, а тем временем пружина возвращает затвор на место, подаёт патрон в патронник и подготавливает оружие к следующему выстрелу.

## Пневматическое оружие
Несмотря на отсутствие пороховых газов, отдача присутствует и в пружинно-поршневом пневматическом оружии и связана с движением пружины. При этом отдача возникает дважды:
- при спуске мощная пружина начинает распрямляться (в обе стороны) и двигаться вперед, толкая поршень — импульс отдачи направлен в сторону приклада и уводит ствол вверх, это нормальная отдача.
- дойдя до крайнего переднего положения, массивный поршень ударяется о дно цилиндра и резко останавливается — импульс отдачи направлен вперед, в сторону ствола и уводит ствол вниз, это вторая отдача.

Эти два разнонаправленных толчка происходят в тот промежуток времени, пока пуля еще не покинула ствол.
Наличие двойной отдачи обычно существенно сказывается на полёте пули и сильно влияет на кучность стрельбы. Поэтому при стрельбе принято держать пружинно-поршневое оружие не так сильно, как огнестрельное (где сопротивление отдаче позволяет быстрее вернуть оружие на линию прицеливания и произвести следующий выстрел). Цевьё пружинно-поршневой винтовки только поддерживается снизу, а не обхватывается плотно. При этом колебания винтовки при выстреле зависят лишь от её характеристик и являются однообразными от выстрела к выстрелу. Двойная отдача весьма отрицательно сказывается на живучести оптических прицелов — многие прицелы, выдерживающие отдачу огнестрельного оружия, не могут эксплуатироваться на пружинно-поршневом пневматическом.